# S:t Edvards krona
| Till vänster: originalkronan från 1661.Till höger: en tvådimensionell heraldisk avbildning av kronan.  |  | Till vänster: originalkronan från 1661.Till höger: en tvådimensionell heraldisk avbildning av kronan. |
| Till vänster: originalkronan från 1661. Till höger: en tvådimensionell heraldisk avbildning av kronan. |  | |

Sankt Edvards krona (St Edward's Crown) är en av Storbritanniens kungakronor och som sådan är den en viktig del av dess riksregalier samt den kanske viktigaste symbolen för den brittiska monarkin. Sankt Edvards krona används enbart numera vid själva kröningsceremonin (senast 2023 för Charles III), till skillnad från Imperial State Crown som bärs av monarken vid parlamentets årliga sessionsöppning. 
Kronan är utställd i Towern i London för allmän beskådning.

## Bakgrund

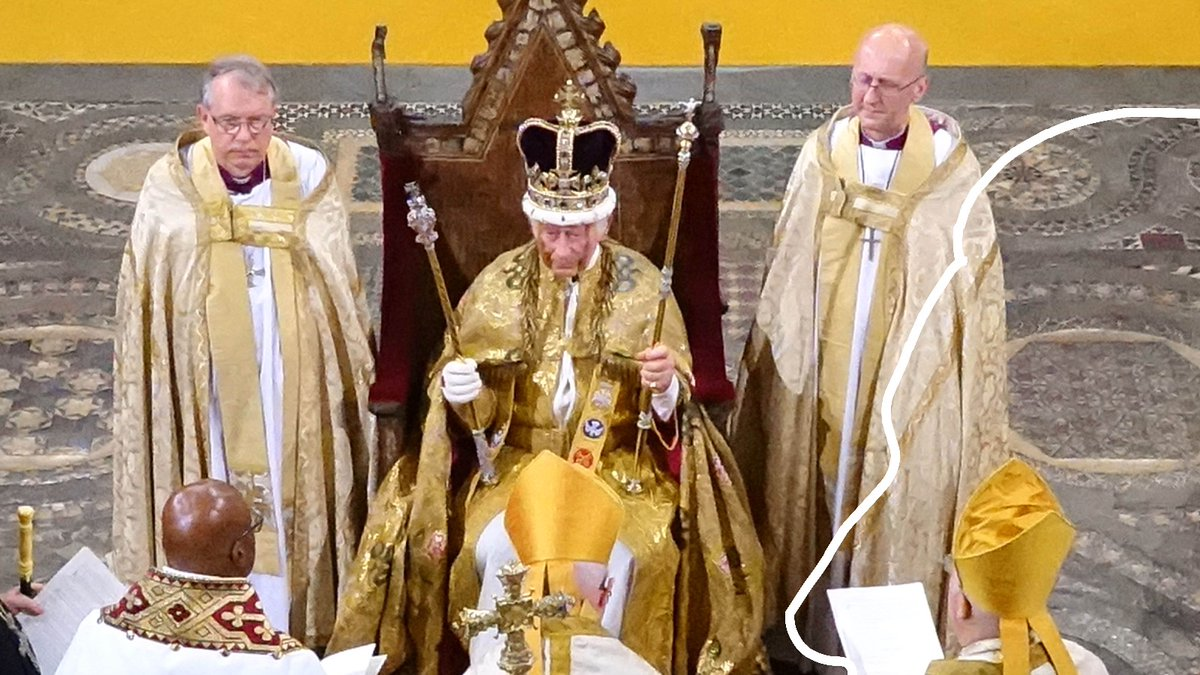
Kung Charles III iförd S:t Edvards krona under kröningen i Westminster Abbey, 6 maj 2023.

Kronan avbildas även sedan 1957 heraldiskt i Storbritanniens statsvapen, samt även i flera statsvapen i de suveräna stater inom Samväldet som erkänner den brittiska monarken som sin egen statschef. Kronan avbildas även också heraldiskt i emblemen av Storbritanniens armé, marin och flygvapen, och alla Englands och Wales polismyndigheter.
Den nuvarande kronan tillverkades år 1661 för kröningen av Englands kung Karl II, och den är en rekonstruktion av den kungakrona, ursprungligen buren av Edvard bekännaren (därav namnet) kring julen år 1065 och som förstördes under det engelska inbördeskriget på befallning av Oliver Cromwell.